# ديلان اندروز
ديلان اندروز (بالإنجليزية: Dylan Andrews) هو فنان قتال مختلط نيوزلندي، ولد في 15 نوفمبر 1979 في ويلينغتون في نيوزيلندا.

## وصلات خارجية
- ديلان اندروز على موقع يو إف سي (الإنجليزية)
- ديلان اندروز على موقع شيردوغ (الإنجليزية)
- ديلان اندروز على موقع IMDb (الإنجليزية)